# Kouroubi
Le Kouroubi ou Kroubi est une danse traditionnelle de réjouissance des jeunes filles de l'ethnie Koyaka de Côte d'Ivoire; cependant, sa pratique s'étend également à d'autres communautés telles que les Koulango, les Koro et les Malinkés.  

## Fonction
La danse est réservée aux jeunes filles vierges de la communauté. Elle permet aux jeunes filles qui vont se marier après le ramadan de faire leur dernière sortie en célibataires, et aux familles des jeunes filles d'exprimer leur fierté de les voir toujours vierges,.

## Déroulement
La danse commence lors de la nuit du destin, trois jours avant la fin du ramadan et continue jusqu'à la fin du jeûne. 
Elle débute à 23h, où les danses balancent amplement les bras en tenant des queues de cheval, accompagnées par des jeunes hommes jouant du tam-tam à sonnailles ou du tambour carré et les femmes de leurs familles.
A 2h du matin, les jeunes filles montent s'asseoir et danser sur un échafaudage à trois mètres du sol ; selon la tradition, celui-ci s'écroule si l'une d'entre elles n'est pas vierge. Elles y dorment de 3h30 à 5h30, puis resdescendent pour danser jusque 7h. Elles n'ont ni le droit de manger, ni celui de boire pendant ce temps.

## Pratique
Les différentes régions en Côte d'Ivoire l'ont interdit au milieu de la décennie 1990-2000 car même si elle est liée aux festivités islamiques, cette danse est considérée comme une survivance des traditions animistes. Apparu dans le Royaume de Bouna pendant le règne de sa Majesté Wonan, 3ème Roi de la dynastie Koulango de Bouna, le Kouroubi rassemble chaque année les jeunes filles devant la cour Royale de Bouna.
Le Zanzan, dans le nord-est du pays, est une grande zone où le Kouroubi est resté vivant, et est de facto considéré comme un élément important du patrimoine culturel de cette région. 
En 2024, l'association des femmes ressortissant du Zanzan organise la Kouroubi à Abengourou.